# Knappensteig
Der Knappensteig ist ein historischer Fußweg der Knappen im Salzbergbau von Hallein auf den Dürrnberg (Salzberg) im Bezirk Hallein (Land Salzburg).

## Verlauf und Zweck

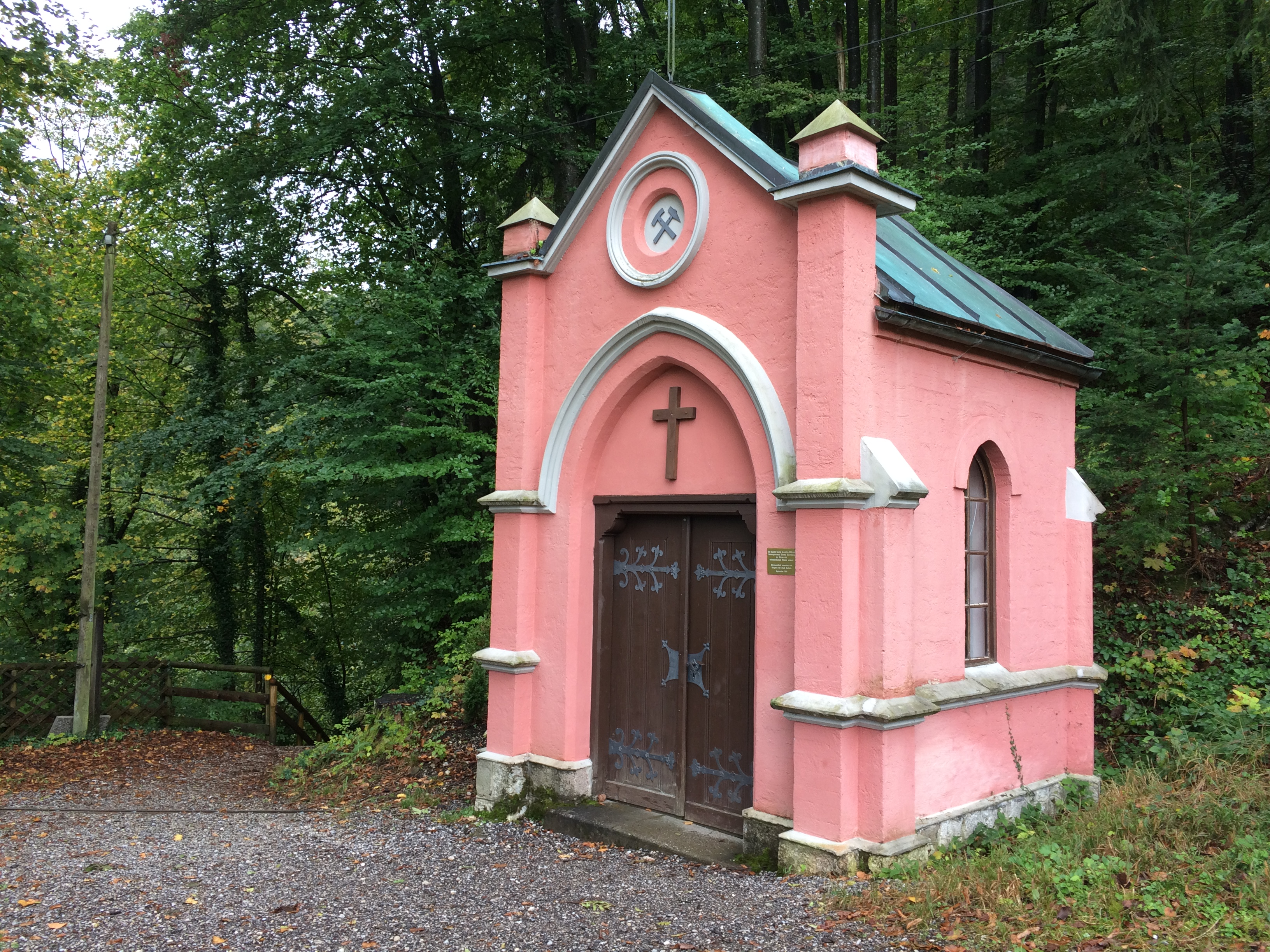
Knappenkapelle Hallein, erbaut 1892

Der Knappensteig führt aus der Stadt Hallein kommend „den Kothbach aufwärts schreitend ... zu der Großen Augustiner-Solstube ...“, hinauf zum Georgsberg und dann hinein in den Raingraben.
Knapp unterhalb der Riesenschmiede, wo der Kothbach den Felsen herabstürzt, führt der Weg bis zu den Stiegen entlang des Raingrabenbaches.
„Vom Mundloch des Wolf Dietrich-Stollens führt ein schmaler Fußsteig auf den Dürrnberg, er ermöglichte den Bergleuten nach der Schicht eine schnelle Rückkehr zu ihren Wohnstätten. An diesem Knappensteig liegt die Ende des 19. Jahrhunderts errichtete Knappenkapelle“ - örtlich auch als „Rote Kapelle“ bezeichnet. Von dort geht es vorbei an einem weiteren alten Stolleneingang, dem Mundloch des Jakobberg Stollens, neben dem Glannerbach hinauf auf den Dürrnberg.
Entlang des Knappensteigs waren die Soleleitungen verlegt, früher waren das Holzleitungen, später Gusseisenrohre. Damit wurde Sole, mit Wasser in den Laugwerken gelöstes Salz, hinunter nach Hallein in die Sudpfannen der Sudhäuser geleitet.
Heute gilt der Knappensteig als beliebter Wanderweg und Alternative zur Straße, um von der Halleiner Altstadt zum Ort Dürrnberg zu gelangen.
2023 wurde er im Zuge der Hochwasserschutzbauten im Raingraben, vom Georgsberg bis zum Wolf Dietrich-Stollen, als Straße ausgebaut.